# Chloropetalia owadai
Chloropetalia owadai – gatunek ważki z rodziny Chlorogomphidae.